# Кипрей (селище)
Кипрей (рос. Кипрей) — селище в Мелекеському районі Ульяновської області Російської Федерації.
Населення становить 182 особи. Входить до складу муніципального утворення Ніколочеремшанське сільське поселення.

## Історія
Від 2004 року входить до складу муніципального утворення Ніколочеремшанське сільське поселення.

## Населення
| 2010 |
| ---- |
| 182  |